# Akeem Adams
Akeem Adams (Point Fortin, Trinidad és Tobago, 1991. április 13. – Budapest, 2013. december 30.) Trinidad és Tobagó-i válogatott labdarúgó, hátvéd volt, a Ferencvárosban játszott.

## Pályafutása
Hazája élvonalában 2008-ban, tizenhat éves korában mutatkozott be. Ugyanebben az évben debütált a trinidadi válogatottban is. Emellett U17-es és U20-as világbajnokságokon is részt vett.
2013-tól haláláig a Ferencváros hátvédje volt. Előtte a trinidadi W Connection, az United Petrotrin, illetve a Central FC játékosa volt.

## Halála

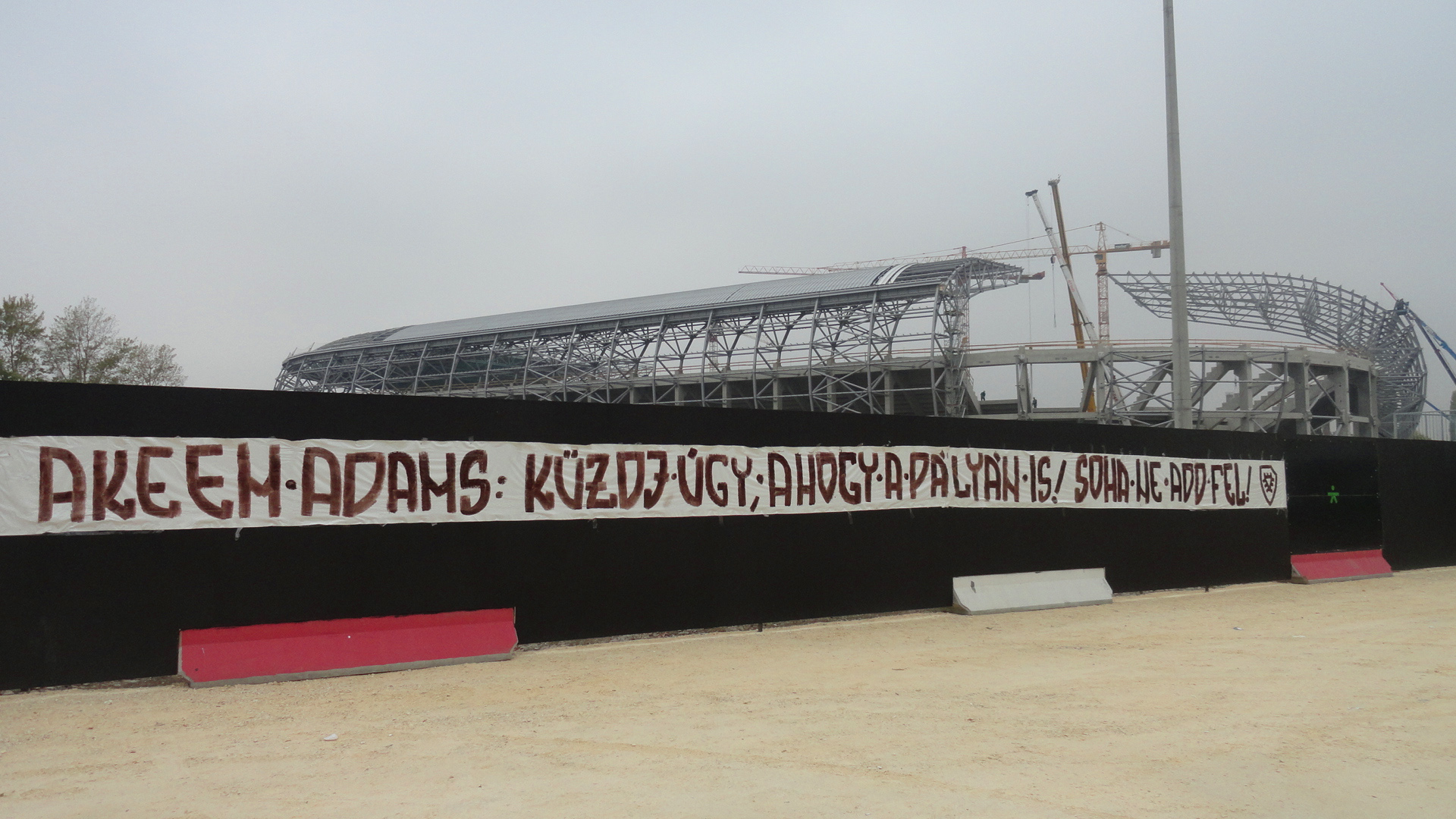
A szurkolók üzenete az épülő stadion mellett: Akeem Adams: Küzdj úgy, ahogy a pályán is! Soha ne add fel!

2013. szeptember 25-én este váratlanul, súlyos szívinfarktust kapott. Október 7-én éjjel életmentő műtétet hajtottak végre rajta, mely során bal lábát amputálni kellett.
2013. december 29-én agyvérzést kapott, és kómába esett, másnap pedig elhunyt.

## Mérkőzései a trinidad és tobagó-i válogatottban
| #  | Dátum               | Ellenfél             | Eredmény | Kiírás              | Esemény |
| -- | ------------------- | -------------------- | -------- | ------------------- | ------- |
| 1. | 2008. március 19.   | Salvador             | 1 – 0    | barátságos mérkőzés |         |
| 2. | 2008. március 26.   | Jamaica              | 2 – 2    | barátságos mérkőzés | 46'     |
| 3. | 2009. július 12.    | Saint Kitts és Nevis | 3 – 2    | barátságos mérkőzés | 82'     |
| 4. | 2011. augusztus 21. | India                | 3 – 0    | barátságos mérkőzés |         |
| 5. | 2011. október 7.    | Bermuda              | 1 – 2    | Vb-selejtező        |         |
| 6. | 2011. október 11.   | Barbados             | 4 – 0    | Vb-selejtező        |         |
| 7. | 2011. november 11.  | Guyana               | 1 – 2    | Vb-selejtező        |         |
| 8. | 2011. november 15.  | Guyana               | 2 – 0    | Vb-selejtező        |         |
| 9. | 2012. január 22.    | Finnország           | 2 – 3    | barátságos mérkőzés | 77'     |